# Janice Romary
 Janice-Lee York Romary (San Mateo California, 6 de agosto de 1927-Klamath Falls Oregón, 31 de mayo de 2007), fue una esgrimista olímpica estadounidense que fue la primera mujer en aparecer en seis Juegos Olímpicos.

## Biografía
Nacida como Janice-Lee York en Palo Alto, California, aprendió esgrima en el Dramatic Workshop de Max Reinhardt en Hollywood, California, un club dirigido por su padre. Romary asistió a la Universidad del Sur de California de 1946 a 1949, donde compitió en el Club de Esgrima de la Universidad del Sur de California.

## Carrera Deportiva

### Campeonatos nacionales y Juegos Olímpicos
Compitió en florete individual femenino en los Juegos Olímpicos de Londres de 1948, los Juegos Olímpicos de Helsinki 1952, los Juegos Olímpicos de Melbourne 1956, los Juegos Olímpicos de Roma 1960, los Juegos Olímpicos de Tokio 1964 y los Juegos Olímpicos de México 1968: la primera mujer en competir en seis Juegos Olímpicos, una hazaña igualada cuatro años más tarde por la lanzadora de disco rumana Lia Manoliu y finalmente superada en 1988 por su colega esgrimista, la sueca Kerstin Palm. En reconocimiento a su extraordinaria racha de apariciones olímpicas, Romary fue honrada en los Juegos Olímpicos de la Ciudad de México en 1968 al ser la primera mujer en portar la bandera de los Estados Unidos.
Aunque nunca ganó una medalla en los Juegos Olímpicos, fue finalista en florete individual femenino en 1952 y 1956, terminando cuarta en ambas ocasiones: en 1952, empató en el tercer lugar, pero perdió ante la danesa Karen Lachmann por toques.
Además de su éxito olímpico, Romary ganó el campeonato de florete de EE. UU. en 1950, 1951, 1956, 1957, 1960, 1961, 1964, 1966, 1967 y 1968, y se perdió los campeonatos de 1959 debido a su embarazo. Sus 10 campeonatos de EE. UU. son más de cualquier otro esgrimista masculino o femenino. Ganó el premio World Wide Sportsman's Award de 1967 y, en agosto de 1968, se convirtió en la única esgrimista en ganar el premio al atleta del mes de la Fundación Helms. También ganó una medalla de plata y bronce en los Juegos Panamericanos de 1963, en Sao Paulo, Brasil, y una de oro en 1967 en Winnipeg, Canadá.
El esposo de Romary, Charles Romary, también era esgrimista de espada y sable, deportes que no existían a nivel olímpico para mujeres hasta los Juegos Olímpicos de Atlanta 1996. Empezó a practicar este deporte después de casarse con Janice en 1953.

## Vida posterior y Muerte
La unión de Romary con los Juegos Olímpicos y el deporte de esgrima continuó mucho más allá de su competencia olímpica. Fue parte del equipo del Comité Olímpico de los Estados Unidos para los Juegos Olímpicos de Montreal 1976 y fue responsable de todas las competidoras estadounidenses. En los Juegos Olímpicos de Los Ángeles 1984, fue comisionada de esgrima.
Romary fue incluido en el Salón de la Fama de la Asociación de Esgrima de los Estados Unidos en la década de 1970. Después de retirarse de la esgrima, se mudó a Klamath Falls, Oregon con su esposo, donde tenían un negocio de purificación de agua. Falleció en Klamath Falls el 31 de mayo del 2007 por complicaciones de la Enfermedad de Alzheimer.